# Наша история
«Наша история» (фр. Notre Histoire) — французский драматический кинофильм с Аленом Делоном и Натали Бай в главных ролях. Премьерный показ состоялся 24 мая 1984 года во Франции. Победитель премии «Сезар» в номинациях за лучшую мужскую роль (Ален Делон) и за лучший сценарий (Бертран Блие). Также фильм был номинирован за лучший монтаж и лучшие декорации. 
В картине Ален Делон играет непривычную для себя роль алкоголика. Его герой разрывается между любовью к выпивке и к женщине, с которой познакомился в поезде. Режиссёр затрагивает в фильме тему неудовлетворённости женщины. В прокате картина провалилась.

## Сюжет, впечатление, краткий анализ
Завязка сюжета фильма кажется банальной и наигранной, картинной: в купе едущего поезда сидит, без интереса просматривая газету, мужчина в белой рубашке с неопрятно расстёгнутым воротом. Его помятое лицо, мешки под глазами и пустой взгляд, устремлённый куда-то сквозь стены вагона, не видящий ничего перед собой, тут же расскажет любому всю предысторию лучше, чем какие-либо введения. Тем не менее, он всё же произносит в пустом купе: «Мужчина, один в поезде. Что интересного может с ним здесь произойти? Ровным счётом ничего».
Всё происходящее — лишь сон. В его жизнь врывается женщина, предложив ему быстрый секс прямо в купе, он увязывается за ней, вопреки её желанию, ничего не сумев с собой поделать. Он одержим мучительной, страшной любовью, похожей скорее на сумасшествие, равно как ранее был поглощён безысходной тоской. Непрерывно заправляясь пивом, словно жизненно необходимым топливом (режиссёр над этим обстоятельством иронизирует), он навязчиво следует за ней, за шлюхой и нимфоманкой, как она ему вначале представляется, и ему нужно только быть возле неё.
Всё происходящее — лишь сон, и вскоре после немного странной серой затравки, его законы неожиданно вступают в свои права, они уже безраздельно властвуют над повествованием до его конца, выливаются на зрителя, словно ушат разноцветных масляных красок. Пропадает сюжет как таковой, уходит логика, здравый смысл. Декорации стремительно сменяют друг друга, действующие лица прибавляются, меняются именами, лицами, и посреди этого безумия только смешной алкаш в мятом плаще и с банкой пива в руках шатается от холодильника к креслу и обратно. Но на самом деле он не пьян, просто спит, и мы видим всё происходящее именно через призму его субъективного взгляда. Вот он, его пассия и шестеро друзей вдруг врываются в дом к странному соседу и устраивают там погром, ломают мебель, а хозяин этому только рад. Сосед приглашает его переспать с собственной женой, потом они вдруг меняются местами, сосед обнаруживает, что не может найти собственный дом…
С этого момента происходящее становится совершенно непонятным, череда абсурдных событий закручивается в бурный цветной водоворот. Женщина главного героя меняет лица, имена, она не узнаёт его, она — множество разных людей. Она уже и не человек, а нечто вездесущее, наверное, присущее жизни любого мужчины — «голубая мечта», приходящая, и тут же покидающая, оставляющая светлое воспоминание, грусть. Исчезает она и из жизни нашего алкоголика, так же нежданно и непонятно, как и всё, что здесь случается, но все события любой духовной жизни так же  необъяснимы и сюрреалистичны. Вот она только после развода — время теперь не имеет здесь власти — она не помнит его и не принимает. Позже она — собственная подруга детства, деревенская учительница, которая может помочь найти её же саму. «Не бойтесь. Учительница — такая же женщина, как и все: постучите, и она откроет». Всюду за главным героем следует множество каких-то людей, большинство совершенно непонятного сюжетного происхождения. Они нестройной толпой всегда позади сцены, и каждый из них по-своему откликается на происходящее: кто-то сочувствует, некоторые любопытно высматривают, картинно лебезя позади всех, стремясь что-то разглядеть. Большая часть действующих лиц — мужчины, женщин в кадре появляется всего четыре, и у каждой из них есть чёткое смысловое предназначение.

## В ролях
- Ален Делон
- Натали Бай
- Жерар Дармон
- Мишель Галабрю
- Венсан Линдон
- Жан-Пьер Дарруссен
- Поль Гер